# 赵正旭
赵正旭，青岛理工大学教授，研究涉及计算机工程等领域。中华人民共和国教育部第四批"长江学者"特聘教授，享受国务院特殊津贴。曾参与中国国家载人航天、探月工程等重点工程。